# Pio Maneschi
Pio Maneschi (Secondigliano, 25 gennaio 1898 – Roma, 16 maggio 1970) è stato un calciatore italiano, di ruolo centrocampista o attaccante.

## Carriera
Dal 1920 al 1925 gioca per quattro stagioni in massima serie con la Lazio, raggiungendo nel 1922-1923 la finalissima per il titolo nazionale, persa contro il Genoa.
Dal 1925 al 1927 disputa altri due campionati di Prima Divisione con l'Alba Roma (trasformatasi in Alba Audace nel 1926), segnando nella stagione 1925-1926 due reti nelle finali di Lega Sud contro l'Internaples e giungendo nuovamente alla finalissima, persa contro la Juventus; nei due campionati con l'Alba disputa complessivamente 18 partite segnando 6 reti.
Gioca ancora per due anni con la Lazio, e in seguito milita nel Viterbo e nella Bagnolese.